# Aage Trommer
Aage Trommer (9. november 1930 - 15. marts 2015) var en dansk historiker, der blev særligt kendt for sin beskæftigelse med Danmark under besættelsen. Han blev i 1971 dr.phil. med disputatsen Jernbanesabotagen i Danmark under den anden verdenskrig. Disputatsen vakte stor opsigt ved at påpege, at jernbanesabotagen ikke havde haft videre militær betydning, hvilket en række tidligere medlemmer af modstandsbevægelsen var højlydt uenige i. Denne uenighed gav flere tidligere sabotører udtryk for ved Trommers disputatsforsvar.

## Uddannelse og tidligt virke
Trommer blev cand.mag. i historie og latin fra Københavns Universitet i 1959, hvorefter han fik ansættelse som adjunkt ved Sct. Knuds Gymnasium i Odense.

## Odense Universitet
I 1968 blev han ansat ved Odense Universitet som amanuensis og blev lektor i 1970. 1974-83 var han universitets rektor. Efter tiden som rektor virkede han som institutbestyrer ved Institut for Historie, Kultur og Samfundsbeskrivelse til han i 2000 gik på pension. Han var desuden tilknyttet Center for Koldkrigsforskning.
Han blev Ridder af Dannebrog i 1979 og har også modtaget Den islandske Falkeorden. Trommer var løjtnant af reserven.

## Reference
1. 1 2  https://tidsskrift.dk/historisktidsskrift/article/download/56737/76937/125584
2. ↑  "Søg | bibliotek.dk". Arkiveret fra originalen 24. august 2022. Hentet 13. juli 2022.
3. ↑  Visning af: Aage Trommer rernbanesabotagen i Danmark un r den anden verdenskrig. En rigshistorisk undersøgelse. (Ode e University Studies in History a Social Sciences vol. 3,...
4. ↑  Aage Trommer
5. ↑  Aage Trommer | lex.dk – Den Store Danske